# Saison 2014-2015 du Séville FC
Chronologie
Saison précédente Saison suivante
La saison 2014-2015 du Séville FC est la 113e saison du club. Le club remporte pour la deuxième fois la Ligue Europa après le sacre de 2014.

## Résumé de la saison
Le Séville FC commence sa saison par la Supercoupe de l'UEFA contre le Real Madrid. Les hommes de Emery s'inclinent contre les coéquipiers de Cristiano Ronaldo (2-0).
En championnat, Séville, portée par Carlos Bacca auteur de 20 buts, termine cinquième. 
Les andalous réussissent l'exploit de remporter deux fois successivement la Ligue Europa. Après un parcours sans faute, Séville atteint la finale face au Dnipro. Lors d'un match à suspens, le Dnipro ouvre la marque avant d'être rattrapé par les espagnols. Un doublé de Bacca donne le titre à Séville (3-2).